# 卡佩勒布鲁克
卡佩勒布鲁克（法語：Cappelle-Brouck，法語發音：[kapɛl bʁuk]）是法国上法蘭西大區北部省的一个市镇，属于敦刻尔克区。

## 地理
卡佩勒布鲁克（50°54'7"N, 2°13'20"E）面积17.55 平方千米，位于法国上法蘭西大區北部省，该省份为法国最北部的省份及最长的省份，西北濒北海，西接加来海峡省，南至埃纳省和索姆省，东与比利时接壤。
与卡佩勒布鲁克接壤的市镇（或旧市镇、城区）包括：圣皮埃尔布鲁克、布尔堡、奥尔克、洛贝格、梅尔克盖姆、米拉姆、瓦特。

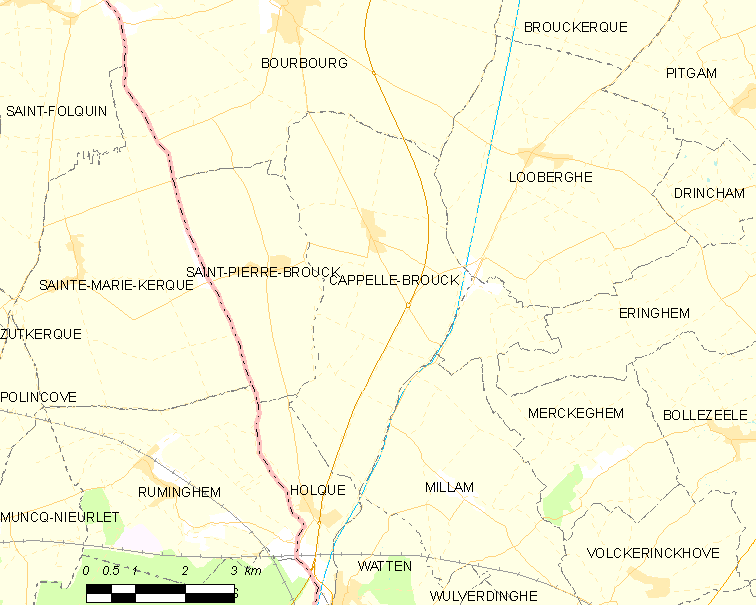
卡佩勒布鲁克的OSM定位图

卡佩勒布鲁克的时区为UTC+01:00、UTC+02:00（夏令时）。

## 行政
卡佩勒布鲁克的邮政编码为59630，INSEE市镇编码为59130。

## 政治
卡佩勒布鲁克所属的省级选区为大桑特县。

## 人口

1962-2008年间卡佩勒布鲁克人口变化图示

卡佩勒布鲁克于2022年1月1日时的人口数量为1157人。